# Meiacanthus oualanensis
Meiacanthus oualanensis là một loài cá biển thuộc chi Meiacanthus trong họ Cá mào gà. Loài này được mô tả lần đầu tiên vào năm 1880.

## Từ nguyên
Từ định danh oualanensis được đặt theo tên gọi của đảo Ovalau (thuộc Fiji), nơi mà mẫu định danh của loài cá này được thu thập (–ensis: hậu tố chỉ nơi chốn).

## Phân bố và môi trường sống
M. oualanensis loài đặc hữu của vùng biển thuộc Fiji. M. oualanensis sống trên các rạn san hô ở độ sâu đến ít nhất là 15 m.

## Mô tả
Chiều dài chuẩn lớn nhất được ghi nhận ở M. oualanensis là 10 cm. Loài này có màu vàng tươi, đầu phớt xanh lục. Vây lưng có sọc lục nhạt, gốc vây ngực có đốm đen, vây đuôi trong suốt ở vùng trung tâm.
Số gai vây lưng: 4; Số tia vây lưng: 25–28; Số gai vây hậu môn: 2; Số tia vây hậu môn: 16–18.

## Sinh thái
Trứng của M. oualanensis có chất kết dính, được gắn vào chất nền thông qua một tấm đế dính dạng sợi. Cá bột là dạng phiêu sinh vật, thường được tìm thấy ở vùng nước nông ven bờ.
Các loài Meiacanthus đều có tuyến nọc độc trong răng nanh. Do đó, chúng là hình mẫu để nhiều loài khác bắt chước theo, gọi là bắt chước kiểu Bates (loài không độc bắt chước kiểu hình, hành vi của một loài có độc). M. oualanensis được bắt chước bởi cá mào gà Plagiotremus laudandus và cá lượng con Scolopsis bilineata.